# 4013 Огірія
4013 Огіріа (4013 Ogiria) — астероїд головного поясу, відкритий 21 липня 1979 року.
Тіссеранів параметр щодо Юпітера — 3,184.